# 羅光烈
羅光烈，四川省成都府什邡縣人，清朝政治人物、進士出身。
光緒十二年（1886年），参加光緒丙戌科殿試，登進士二甲36名。同年五月，改翰林院庶吉士。光緒十五年四月，散館，授翰林院編修。